# 25 Fokeja
25 Fokeja  (mednarodno ime 25 Phocaea, starogrško starogrško Φώκαια: Fókaia) je asteroid tipa S v glavnem asteroidnem pasu. 

## Odkritje
Asteroid je odkril Jean Chacornac (1823 – 1873) 6. aprila 1853. To je bil njegov prvi odkriti asteroid, skupaj jih je odkril šest.
Asteroid je dobil ime po Fokeji, starogrškem imenu za kraj Foça v Turčiji.